# محمد اشتية
محمد إبراهيم محمد اشتية (أبو إبراهيم؛ وُلد في 17 يناير 1958 في تل) هو سياسي واقتصادي فلسطيني. انتخب عضوًا للجنة المركزية حركة فتح عام 2009 وأعيد انتخابه في المؤتمر السابع عام 2016، كما عمل وزيرًا للأشغال العامة والإسكان، ووزيرًا للمجلس الاقتصادي الفلسطيني للتنمية والإعمار. يحمل شهادة الدكتوراه في التنمية الاقتصادية من جامعة ساسكس البريطانية، كما عمل أستاذًا وعميدًا في جامعة بيرزيت وله العديد من المؤلفات في الاقتصاد والسياسة.
في 10 مارس 2019 كُلف برئاسة الحكومة الجديدة، خلفًا لرامي الحمد الله. وأدى اليمين القانونية في 13 أبريل 2019 أمام رئيس دولة فلسطين محمود عباس. أعلن عن وضعه استقالة الحكومة تحت تصرف الرئيس في 26 فبراير 2024. واستمر بتسيير الأعمال حتى 31 مارس 2024.

## التحصيل العلمي
- 1976-1981، بكالوريوس اقتصاد وإدارة أعمال من جامعة بيرزيت.
- 1983، دبلوم دراسات تنموية من معهد الدراسات التنموية في جامعة ساسكس، برايتون، بريطانيا.
- 1985-1989، دكتوراه في الدراسات التنموية من معهد الدراسات التنموية في جامعة ساسكس، برايتون، بريطانيا.

## الخبرة العملية
اشترك د. محمد اشتية في العديد من المبادرات والقرارات والمواقع الهامة سياسياً وتنموياً منها عمل د. اشتية وزيراً للأشغال العامة والإسكان ورئيساً للمجلس الاقتصادي الفلسطيني للتنمية والاعمار وبهذا يكون قد أسند إليه معظم البرامج التنموية وبرامج إعمار فلسطين، وعضو مؤسس لصندوق التنمية الفلسطيني ومجلس الإسكان الفلسطيني، وعضو في الوفد الفلسطيني إلى مفاوضات مدريد ومباحثات واشنطن والمفاوضات الاقتصادية مع إسرائيل، عضو في اللجنة المؤقتة لتنسيق المساعدات للشعب الفلسطيني والمجموعة الاستشارية للدول المانحة. وبحكم منصبه محافظاً لفلسطين في البنك الإسلامي للتنمية فقد أشرف على تمويل آلاف المشاريع التنموية والاقتصادية.
ومن ضمن فعالياته السياسية الأخرى كونه ترأس الوفد الفلسطيني للمفاوضات المتعددة الأطراف المتعلقة بالتعاون الاقتصادي الإقليمي REDWG والتي تتناول مواضيع التجارة والمالية والبنية التحتية والسياحة في منطقة الشرق الأوسط.
إضافة إلى ذلك، اشترك د. محمد اشتية في المفاوضات التي جرت مع إسرائيل حول الانتخابات التشريعية في فلسطين بصفته السكرتير العام للجنة الانتخابات الفلسطينية التي أشرفت علي الانتخابات الرئاسية والتشريعية والتي جرت في كانون ثاني من عام 1996، وكان عضوًا في الوفد المفاوض النهائي ولكنه استقال في 5/11/2013.
من جانب آخر عمل د. اشتية محرراً في جريدة الشعب في القدس.
في شهر آذار من عام 2002 شهد د. محمد اشتية إنشاء «نادي موناكو» الذي يرأسه الأمير رينيه وأصبح عضواً فيه. وهذا النادي ذو الطابع الغير رسمي يضم أفراداً وشخصيات لها وزن سياسي في العالم، واجتمعت بحثاً عن سبل جديدة لتعزيز السلام والاستقرار بين شعوب المنطقة. يؤمن النادي بان التطور الإيجابي للوضع السياسي والعلاقات الاقتصادية فيما بين امم شرق المتوسط وإيجاد حل عادل للنزاع الفلسطيني الإسرائيلي هي أمور تساهم استعادة السلام.وبحكم موقعه محافظا في مجلس امناء المعهد العربي للتخطيط /الكويت فقد ساهم بوضع رؤى تطويرية وتدريبية للعديد من الدول العربية المستفيدة من برامج المعهد. كما شارك بالاجتماعات الدورية لمجلس الحكماءالدولي الذي كان يترأسه نيلسون مانديلا.
في كانون أول من عام 2002 قبل د. محمد اشتية عضوية مؤسسة الإبداع العالمي التي تركز علي التعاون العالمي من خلال التعاون الاقتصادي العلمي. ومعظم أعضاء هذه المؤسسة من الحائزين علي جوائز نوبل.
وفيما يلي سجل لاهم المواقع التي شغلها:
- 1980-1981 محرر قسم المواضيع العربية في جريدة الشعب اليومية (القدس)
- 1981-1983 مساعد بحث في مركز أبحاث جامعة بيرزيت
- 1990 عضو في مؤسسة التعاون التنموي والفني (TDC) التي تم دمجها مع مؤسسات أخرى لتأسيس صندوق فلسطين للتنمية (بي دي اف)
- 1990-1992 أستاذ مساعد في دائرة الاقتصاد في جامعة بيرزيت
- 1991-2000 مؤسس وعضو مجلس في مجلس الإسكان الفلسطيني
- 1992-1994 عميد شؤون الطلبة في جامعة بيرزيت
- 1993 عضو لجنة توجيهية للجان الفنية التابعة ل م.ت.ف. في القدس
- 1993-الآن عضو في اللجنة المؤقتة لتنسيق المساعدات للشعب الفلسطيني وعضو في المجموعة الاستشارية للدول المانحة لفلسطين
- 1994-1995 رئيس دائرة الإدارة والمالية في بكدار
- 1995 رئيس الوفد الفلسطيني للمفاوضات المتعددة حول التعاون الاقتصادي الإقليمي (التجارة، المالية، البنية التحتية، والسياحة). ورئيس لجنة السياحة الإقليمية التي انبثق عنها وكالة شرق المتوسط للسياحة والسفر (MEMTTA)
- 1996 فاوض مع إسرائيل الفصل المتعلق بانتخابات السلطة الفلسطينية
- 1996السكرتير العام للجنة الانتخابات الفلسطينية التي أشرفت علي أول انتخابات رئاسية وتشريعية في 20-1-1996
- 1996-2003 المدير العام للمجلس الاقتصادي الفلسطيني للتنمية والاعمار – بكدار
- 1998 عضو المجلس الوطني الفلسطيني.
- 1997 مؤسس المركز الفلسطيني للدراسات الإقليمية في البيرة-رام الله
- 2001 رئيسا للمعهد الوطني لتكنولوجيا المعلومات في رام الله.
- 2003 أصبح وزيراً للمجلس الاقتصادي الفلسطيني للتنمية والاعمار - بكدار نسخة محفوظة 11 ديسمبر 2007 على موقع واي باك مشين.
- 2005-2007 وزيراً للأشغال العامة والإسكان
- 13 فبراير 2006، محافظ فلسطين لدى بنك التنمية الإسلامي في جدة.[13]
- 2008-2009 وزيراً للأشغال العامة والإسكان[14]
- --2009 عضو اللجنة المركزية لحركة فتح
- 2014 عضو المجلس المركزي الفلسطيني
- 2016 رئيس مجلس إدارة مركز الأبحاث م ت ف.[15]
- 10 مارس 2019، كُلف بتشكيل الحكومة الفلسطينية الثامنة عشر.[2]
- 13 أبريل 2019، أدى اليمين الدستورية رئيسًا لوزراء حكومة دولة فلسطين الثامنة عشر.[16]
- في 28 أكتوبر 2019، شكّل الرئيس محمود عباس اللجنة العليا للقدس، وعينه نائبًا للرئيس فيها بصفته رئيسًا للوزراء.[17] واستمر حتى انتهاء مهامه رئيسًا للوزراء.
- 26 فبراير 2024 أعلن عن وضع حكومته استقالتها تحت تصرف الرئيس عباس منذ 20 فبراير 2024.[4] قبل الرئيس عباس استقالته وكلفه بتسيير الأعمال حتى تشكيل الحكومة الجديدة. منح الرئيس الثقة للحكومة الجديدة في 28 مارس 2024، وأدت اليمين القانونية في 31 مارس 2024.[18]

### النشاطات الاجتماعية
- عضو المجلس الاستشاري لتكنولوجيا المعلومات.
- عضو اللجنة الوزارية المشرفة علي بيت لحم
- عضو اللجنة الوزارية المسؤولة عن تحضير الخطة التنموية لفلسطين عام 1999-2000
- رئيس رابطة الاقتصاديين الفلسطينيين
- عضو هيئة عامة لدي صندوق التنمية الفلسطيني
- رئيس اللجنة الوطنية للأعمال التطوعية
- السكرتير العام لاتحاد المعلمين في جامعة بيرزيت 1983-1984
- عضو اللجنة الوطنية لدعم السجناء السياسيين الفلسطينيين
- عضو اللجنة التوجيهية المشرفة علي المفاوضات الفلسطينية الإسرائيلية حول مواضيع الحل النهائي
- السكرتير العام للجنة الانتخابات المركزية 1996
- رئيس مجلس الأمناء في الجامعة العربية الأمريكية في جنين[19]
- عضو مؤسس في مجلس الإسكان الفلسطيني، 1993
- عضو مؤسس في المركز الفلسطيني للمشاريع الصغيرة، 1992
- نائب رئيس مجلس امناء جامعة القدس
- 2002 عضواً في نادي موناكو Club of Monaco.
- عضو اللجنة المركزية لحركة فتح
- رئيس حملة اغاثة اهلنا في سوريا.

## المؤتمرات
|  |  | - مؤتمر الشبيبة الاشتراكية، ديسمبر 1987، هافانا – كوبا - مؤتمر الأمم المتحدة لحماية حقوق الشعب الفلسطيني، أبريل 1988، فيينا – النمسا - مؤتمر حول الانتفاضة الفلسطينية، مايو 1988، نيوزلندة - دائرة مستديرة ناقشت حلول للقضية الفلسطينية، قصر تشاتهام، 1988، لندن - مؤتمر حول حق تقرير المصير جامعة خنت،1990، بلجيكا - الصراع الإسرائيلي – الفلسطيني، مدرسة كندي، جامعة هارفرد، 1992، الولايات المتحدة - مستقبل بحوث العلوم الاجتماعية في الشرق الأوسط، 1993، مؤسسة فورد، القاهرة - الاتحاد العربي للمنظمات غير الحكومية، تونس، 1993 - المؤتمر الاقتصادي للشرق الأوسط وشمال أفريقيا (MENA)، 1994، كازابلانكا، المغرب - الاقتصاد الشرق أوسطي، ستراسبورغ، 1994 - المؤتمر الاقتصادي للشرق الأوسط وشمال أفريقيا (MENA)، 1995، القاهرة - المؤتمر الاقتصادي للشرق الأوسط وشمال أفريقيا (MENA)، 1996، عمان - مأسسة السياسات الزراعية في فلسطين، بيت لحم، UNDP-IFAD، 1996 - عملية السلام في الشرق الأوسط، مؤسسة الدراسات الشرق اوسطية، IMSAM، اليونان، 1997، 1998 - اجتماعات البنك الدولي وصندوق النقد الدولي السنوية (1997، 1998 ,1999 ,2000 ,2001 ,2002 ,2003) - المؤتمرات السنوية حول أوروبا والشرق الأوسط، مؤسسة برتلزمان، كرونبرغ، ألمانيا، 1997، 1998، 1999، 2000 - المؤتمر التجاري للشرق الأوسط، 1998، جنيف، سويسرا - التعاون في الشرق الأوسط، جامعة مارسيليا – فرنسا، 1998 - حلقة نقاش حول العلاقة بين أوروبا والشرق اوسطي، بروكسل، بلجيكا، 1998 - البروتوكول الاقتصادي الفلسطيني-الإسرائيلي، بروكسل، بلجيكا، 1998 - المؤتمر الأوروبي للإخراب الاشتراكية، ستراسبورغ، 1998 - مؤتمر حول فلسطينيي المنفي، رام الله، وزارة التخطيط، 1998، 1999 - أوروبا وفلسطين، رام الله، المركز الفلسطيني للدراسات الإقليمية، 1998، 1999 - القمة الاقتصادية، دافوس، سويسرا، 1999 ,2000 ,2001، 2002 - المباحثات المتعددة الأطراف، طوكيو، اليابان، 1999 - مؤتمر Y2K، بيتا، رام الله، 1999 - تكنولوجيا المعلومات في فلسطين، رام الله، فندق الجراند بارك، 1999 - الوضع الاقتصادي الدائم بين فلسطين وإسرائيل، البنك الدولي، واشنطن، 1999 - القمة الاقتصادية، دافوس، سويسرا، 2000 - اللجنة التوجيهية للمفاوضات المتعددة، موسكو، 2000 - المساعدات الدولية: تجربة فلسطين، البوسنه وتيمور الشرقية، فافو، أوسلو، 2000 - علاقة المنظمات الأهلية بالحكومة، رام الله، 2000 - دور المجتمع المدني في التنمية في فلسطين، جامعة بيرزيت، 2000 - مؤتمر للامم المتحدة حول فرص التطور الاقتصادي الفلسطيني وعملية السلام، القاهرة، 2000 |  | - الصراع وإمكانيات السلام في الشرق الأوسط، ويلتون بارك، بريطانيا، 2000 - أفكار لتنشيط عملية برشلونة، مؤسسة كاتلان، برشلونة، :كانون أول 2001 - المؤتمر الوطني للتنمية البشرية، جامعة بيرزيت، حزيران 2002 - البحث عن الحل: معضلة السلام الإقليمي، مركز بيركل للعلاقات الدولية، جامعة لوس إنجليز، أيار 2002 - انهاء المواجهة، دائرة الأمم المتحدة للمعلومات العامة، الدانمرك، تموز 2002 - الاجتماع السنوي للبنك الدولي، واشنطن، تشرين أول 2002. - مؤتمر موناكو، موناكو، آذار 2002، 2003، 2004، 2006. - قمة موناكو العالمي، مونتكارلو، كانون أول 2002 - أوروبا، أمريكا وشرق المتوسط، مؤسسة اسبن، برشلونة، نوفمبر 2002 - النتائج الدولية والإقليمية والمحلية للحرب علي العراق – معهد إبراهيم أبو اللغد، جامعة بير زيت – حزيران 2003 - المؤتمر السنوي لنادي موناكو 2004 - المؤتمر السنوي للمنتدي الاقتصادي العالمي – الأردن _ أيار 2004 - مؤتمر مفتاح حول المبادرة الأمريكية لإصلاح الشرق الأوسط – رام الله 2004 - مؤتمر الأمم المتحدة حول حقوق الشعب الفلسطيني غير قابلة للتصرف – كيب تاون، جنوب أفريقا –حزيران 2004 - مؤتمر طوكيو حول اجراءات بناء الثقة – طوكيو – تموز 2004 - المؤتمر السنوي لنادي موناكو 2005 - مؤتمر الأمم المتحدة للمستوطنات البشرية، نيروبي، كينيا، 2005 - اجتماع الدول المانحة AHLC، لندن، ديسمبر 2005 - مؤتمر وزراء الإسكان العرب، القاهرة، 2005 - مؤتمر وزراء العمل العرب، الرباط، المغرب، 2006 - مؤتمر أوكسفورد - المؤتمر السنوي لنادي موناكو 2008 2009 2010 2011 - مؤتمر حول الصراع في الشرق الأوسط، تركيا 2008 - مؤتمر السلام في الشرق الأوسط، إيطاليا 2008 - مؤتمر فلسطين للاستثمار في بيت لحم، 2008 - مؤتمر الاستثمار في نابلس، 2008 - اجتماعات البنك الدولي السنوية، واشنطن 2008 - مؤتمر طوكيو حول إجراءات بناء الثقة – طوكيو – أيلول 2008 - مؤتمر حول الصراع في الشرق الأوسط، جنيف 2009 - مؤتمر موناكو – 2009 - المؤتمر الدولي لدعم الاقتصاد الفلسطيني لإعادة إعمار غزة، شرم الشيخ 2009) - مؤتمر الأمم المتحدة-حقوق الشعب الفلسطيني غير القابلة للتصرف، القاهرة 2009 - الاجتماعات السنوية للبنك الإسلامي للتنمية، تركمنستان 2009 |

## المؤلفات
|  |  | - محمد اشتية. عين كارم: قرية فلسطينية مدمرة. جامعة بيرزيت، مركز الأبحاث، 1982. (باللغة العربية) - محمد اشتية. عنابة: قرية فلسطينية مدمرة. جامعة بيرزيت، مركز البحوث، 1982. (باللغة العربية) - محمد اشتية. مرض الشهادة الجامعية. جامعة بيرزيت، مركز البحوث، 1983. (باللغة العربية) - محمد اشتية. السياسة الريفية والتنمية الريفية. جامعة سسكس، معهد الدراسات التنموية، إنجلترا، 1983 (باللغة الإنجليزية) - محمد اشتية. التحولات في الاقتصاد الريفي في الضفة الغربية والعلاقات الاجتماعية في ظل الاحتلال الإسرائيلي (1967-1987)، - رسالة دكتوراه، جامعة سسكس، معهد الدراسات التنموية، إنجلترا، 1989 (باللغة الإنجليزية) - محمد اشتية. الهجرة الإسرائيلية والاستيطان. في بيتر ديمانت، ديناميكية تقرير المصير، الهاغ، 1991 (باللغة الإنجليزية) - محمد اشتية. تحرير. هجرة العمالة في الشرق الأوسط. المركز الفلسطيني للدراسات الإقليمية، البيرة، 1997 (باللغة الإنجليزية) - محمد اشتية. تحرير. البنلوكس: اطار للشرق الأوسط؟ المركز الفلسطيني للدراسات الإقليمية، البيرة، 1998 (باللغة الإنجليزية) - محمد اشتية. تحرير. سيناريوهات مستقبل القدس. المركز الفلسطيني للدراسات الإقليمية، البيرة، 1998 (باللغة الإنجليزية) - محمد اشتية. إسرائيل في المنطقة: صراع، توافق ام تعاون؟ المركز الفلسطيني للدراسات الإقليمية، البيرة، 1998 (باللغة الإنجليزية) - محمد اشتية. القطاع الخاص: مساعدات المانحين. بكدار، القدس، 1998. (باللغة الإنجليزية) - محمد اشتية. البعد السياسي لبنك التنمية للشرق الأوسط المركز الفلسطيني للدراسات الإقليمية، البيرة، 1998 (باللغة الإنجليزية) |  | - محمد اشتية. فلسطين: بناء أسس النمو الاقتصادي. بكدار. 1987، 1988 (الجزء الأول والثاني) (باللغة الإنجليزية) - محمد اشتية. تحرير. الاقتصاد الفلسطيني في المرحلة الانتقالية. بكدار. 1999. (باللغة العربية) - محمد اشتية. تحرير. الحركات الإسلامية في الشرق الأوسط. المركز الفلسطيني للدراسات الإقليمية، البيرة، 2000 (باللغة الإنجليزية) - محمد اشتية. مستقبل المستوطنات الإسرائيلية. المركز الفلسطيني للدراسات الإقليمية، البيرة، 2000 (باللغة الإنجليزية) - محمد اشتية، عبد العزيز دوري، نائل موسي. اقتصاديات الوقف الإسلامي في مناطق السلطة الفلسطينية. بكدار. 2000. (باللغة العربية) - محمد اشتية، جغرافيا التنمية وإعادة الاعمار في فلسطين. بكدار. القدس. 2003 - محمد اشتية، البلديات وهيئات الحكم المحلي في فلسطين – النشأة، الوظيفة، ودورها في التنمية الاقتصادية. بكدار. القدس. 2004 - محمد اشتية، رؤية من أجل فلسطين. بكدار. القدس. 2005 - محمد اشتية، سياسة الإسكان في فلسطين. وزارة الأشغال العامة والإسكان. رام الله. 2006 - محمد اشتية، تيم شيهي، إياد عناب، الانسحاب من غزة. بكدار. 2006 - محمد اشتية، سهير الجاعوني، نبذه عن فلسطين. بكدار. 2006 - محمد اشتية، موسوعة المصطلحات والمفاهيم الفلسطينية. مركز الدراسات الإقليمية. رام الله. 2008 - محمد اشتية، اكليل من شوك. الدار العربية للعلوم ناشرون. بيروت. 2008 (مجموعة قصص قصيرة) - محمد اشتية، اقتصاد لغير الاقتصاديين. دار الشروق. بيروت / عمان. 2010. - محمد اشتية، خطة تطوير القدس.بكدار.2013 - محمد اشتية، خطة تطوير غزة. بكدار.2014 - محمد اشتية، المختصر في تاريخ فلسطين. مركز الأبحاث م ت ف.2015 (باللغة العربية والانجليزية) - محمد اشتية، المستعمرات الإسرائيلية وتآكل حل الدولتين. مركز الأبحاث م ت ف. 2017 (باللغة العربية والانجليزية) - محمد اشتية، الاقتصاد الفلسطيني :حصار عوامل الإنتاج. بكدار. 2018 - محمد اشتية، منظمة التحرير الفلسطينية. مركز الابحاث م.ت.ف. 2018 - محمد اشتية، فلسطين:منظور تنموي جديد. بكدار. 2018 |

### كتب ودراسات الدكتور محمد اشتية

معرض مؤلفات وكتب الدكتور محمد اشتية
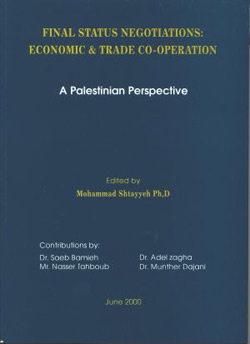
مفاوضات الوضع النهائي التعاون الاقتصادي والتجاري
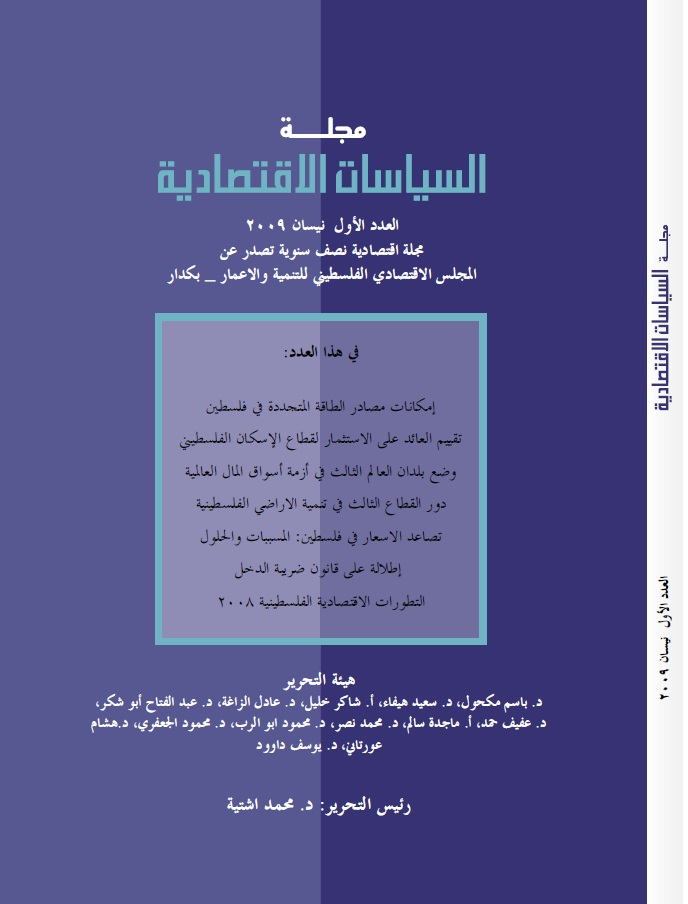
مجلة السياسيات الاقتصادية د.محمد اشتية
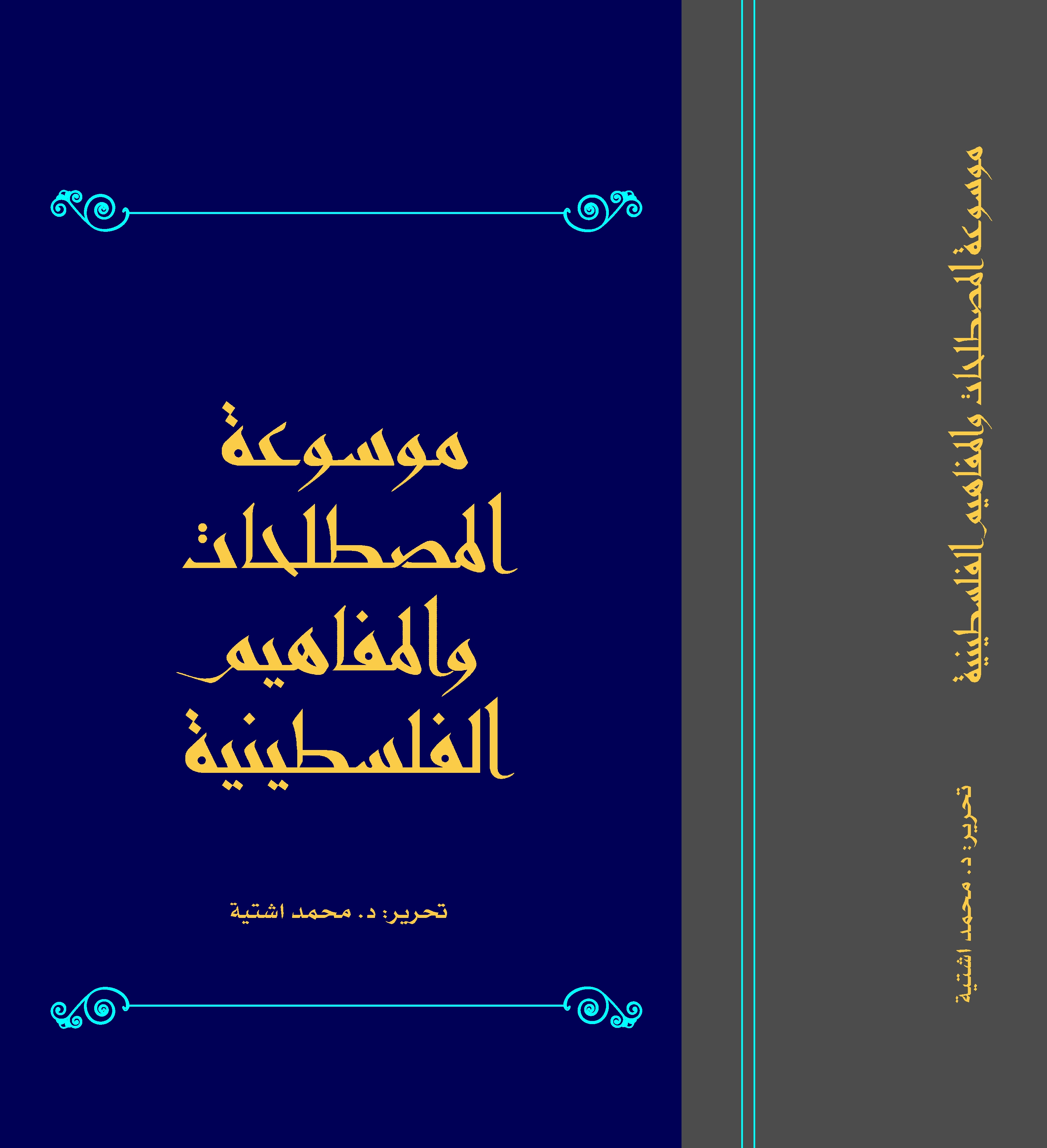
موسوعة المصطلحات والمفاهيم الفلسطينية د. محمد اشتية

#### الجوائز والأوسمة
- وسام الفارس من الدرجة الأولي مقدم من الرئيس الفرنسي جاك شيراك في 31 أيار 1997.